# Ali Larter
Alison Elizabeth "Ali" Larter (Cherry Hill, 28 de fevereiro de 1976) é uma atriz e ex-modelo norte-americana, mais conhecida por ter interpretado as gêmeas Niki Sanders e Tracy Strauss na série televisiva Heroes.
Desde que começou sua carreira cinematográfica em 1999 com um papel secundário em Varsity Blues, Ali já apareceu em vários outros longas bem-sucedidos. Destaca-se sua interpretação como Clear Rivers nos dois primeiros filmes da franquia Final Destination e sua interpretação como a heroína de videogame Claire Redfield em Resident Evil: Extinction, Resident Evil: Afterlife e Resident Evil: The Final Chapter. Estrelou ainda os filmes A Casa da Colina, Marigold: Uma Aventura na Índia e Obsessed.

## Biografia e vida pessoal
Nativa de Cherry Hill, Nova Jérsia, filha de Margaret, uma dona de casa e Danforth Larter, um caminhoneiro. Ali frequentou a Carusi Middle School e a Cherry Hill High School West. Seus pais passaram a Allentown, Pensilvânia.
Larter começou a carreira como modelo aos treze anos de idade pela agência Ford Models e viajou o mundo antes de se mudar para Nova Iorque. Mais tarde, em 1995, foi acompanhado do namorado para Los Angeles, Califórnia. Logo depois, ele a deixou e ela voou para a Austrália. De volta a Los Angeles, começou a tomar aulas de interpretação por sugestão de um amigo.
Larter é muito amiga da atriz Amy Smart com quem co-estrelou em Marcação Cerrada e Erick Alegria, um ex-Sam's Kid. Em janeiro de 2007, ela se mudou definitivamente para Los Angeles, para assumir o compromisso de trabalhar na série Heroes.
Ali atualmente esteve na série Heroes, onde interpreta Niki Sanders, uma mulher que vive em Las Vegas e trabalha como stripper na internet para conseguir sustentar sozinha seu filho Micah Sanders.
Em 1 de agosto de 2009, Ali se casou com o ator Hayes MacArthur, em uma pequena cerimônia que aconteceu em Maine, nos Estados Unidos.
No dia 20 de julho de 2010 anunciou sua gravidez. E o filho do casal nasceu na manhã do dia 20 de dezembro de 2010, o filho deles se chama Theodore Hayes MacArthur. Dia 15 de janeiro de 2015 nasceu sua segunda filha, Vivienne Margaret MacArthur, também filha de Hayes MacArthur.

### Carreira
Em novembro de 1994, Larter retratou a celebridade fictícia Allegra Coleman na revista Esquire. O artigo publicado na revista era sobre o fictício relacionamento da modelo com o ator David Schwimmer, e como Quentin Tarantino rompeu com Mira Sorvino para namorá-la, e o filme que Woody Allen estava produzindo para tê-la como estrela. Mesmo após a brincadeira ter sido revelada, várias agências procuraram a inexistente Allegra Coleman para representá-la.
Larter conseguiu seu primeiro papel profissional em 1997, onde apareceu para um episódio na série televisiva, de Brooke Shields, Suddenly Susan, e na série de curta duração Chicago Sons. Os papéis foram seguidos por uma série de outras aparições em Dawson's Creek, Chicago Hope e Just Shoot Me!.
Em 1999, Larter começou sua carreira cinematográfica com uma aparição no filme Marcação Cerrada, nesse filme novamente se reuniu com a estrela de Dawson's Creek, James Van Der Beek e Amy Smart, sua amiga íntima na vida real. Marcação Cerrada chamou uma bilheteria nacional bruta de $53 milhões,  tornando esse o seu primeiro filme de sucesso. A personagem de Larter, Darcy Sears em uma das cenas do filme não usa nada mas nada menos do que chantilly para cobrir-se, tornou-se uma cena preferida. Tem sido referenciada várias vezes nos meios de comunicação, incluindo a série Jersey Shore da MTV, onde um personagem se refere a ela como o "outfit azuis Varsity". A cena também esteve na lista da Maxmen da terra-quebrando cenas de nudez em 9ª.
Posteriormente, Larter apareceu em comédias adolescentes, como o filme Fica Comigo de 1999. Nesse mesmo ano, Larter estrelou no remake de terror A Casa da Colina. Feito por cerca de US $20 milhões, o filme não foi muito elogiado pela crítica, mas extrapolou os $15 milhões em seu fim de semana de estreia e faturou mais de US $40 milhões.

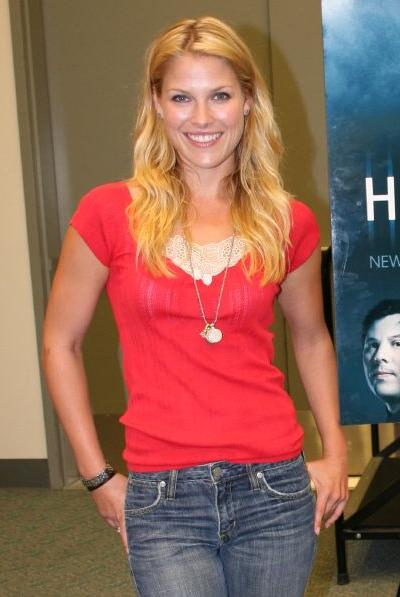
Larter promovendo Heroes na Comic-Con de 2006.

Em 2000, Larter estrelou no filme Premonição, como Clear Rivers. No ano seguinte, em 2001, apareceu na comédia Legalmente Loira com Reese Witherspoon, With $96 million of it total gross deriving from domestic markets, Legally Blonde is Larter's highest grossing film domestically. Jovens Justiceiros com Colin Farrell e O Império (do Besteirol) Contra-Ataca de Kevin Smith. Nesse mesmo ano, Larter também apareceu na capa da revista Maxim e realizado no teatro a peça Monólogos da Vagina, em Nova York. No ano seguinte, em 2002, Larter atingiu a 40ª posição na lista da revista Stuff Magazine que elege as "102 Mulheres Mais Sexy do Mundo". Em 2003, Larter reprisou seu papel como Clear Rivers na sequência de Premonição, com o filme Premonição 2. Em 2005, Larter apareceu no filme independente Confess e na comédia romântica De Repente é Amor juntamente com Amanda Peet e Ashton Kutcher.
Em 2006, Larter apareceu no filme biográfico Crazy, baseado na vida do guitarrista Hank Garland. Em setembro de 2006, Ali passou a interpretar Jessica Sanders / Niki Sanders & Tracy Strauss na premiada série da NBC, Heroes, criada por Tim Kring. A série inclui um elenco que conta com Hayden Panettiere, Milo Ventimiglia, Leonard Roberts, Kristen Bell, Masi Oka e Greg Grunberg. A personagem de Larter, Niki Sanders, é uma esposa e mãe, e que ganhava a vida como uma stripper de internet com um grave problema de transtorno dissociativo de identidade e super força, quando assumia a identidade de Jessica Sanders. Após concluir a metade da sua primeira temporada, Heroes já havia recebido uma perturbadora atenção e muitos prêmios, Larter e tinha sido indicada a Melhor Atriz (coadjuvante/secundária) para o 33º Saturn Awards. A partir da terceira temporada, Larter interpreta um novo personagem, Tracy Strauss.
Em 2007, Larter estrelou o filme da Bollywood chamado Marigold como a personagem título ao lado de Salman Khan, que foi lançado em agosto. Também se juntou ao elenco da popular franquia de filme Resident Evil 3: A Extinção para retratar a personagem Claire Redfield, ao lado de Milla Jovovich. Larter também participou da Comic Con International de 2007, sua segunda aparição no evento, para promover Resident Evil 3: A Extinção, que foi lançado nos cinemas em 21 de setembro de 2007. Ainda em 2007, apareceu na comédia Homo Erectus. Ela foi listada como 49ª, 19ª e 91ª na FHM "100 mulheres mais sexy do Mundo" em 2007, 2008 e 2009 respectivamente. Larter também ficou com a 6ª posição na lista da revista Maxmen que elege as 100 mulheres mais sexy do mundo, e em 92ª em 2008.
Ela já apareceu nas capa das revistas como Shape, Cosmopolitan, Allure, Glamour, Lucky, InStyle, Maxmen e Entertainment Weekly.
Em uma entrevista para divulgar Resident Evil 3: A Extinção, Larter manifestou seu interesse em produzir filmes no futuro.
Em abril de 2009, foi anunciado que Ali iria co-estrelar com Beyoncé e Idris Elba na produção cinematográfica Obsessiva. O filme gira em torno de "Derek Charles" (Elba), cujo casamento com a personagem de Beyoncé está ameaçado pelo agressivo interesse de uma estagiária, interpretada por Larter. Isso resultou uma nomeação para Larter no Teen Choice Award e ganhou o MTV Movie Award de Melhor Luta com Beyoncé. Obsessiva foi lançado nas salas de cinema em 24 de abril de 2009 nos Estados Unidos.
E em 10 de setembro de 2010 volta a interpretar Claire Redfield no mais novo lançado Resident Evil 4: Recomeço, onde perde a memória e vai junto com Alice (Milla Jovovich) onde se encontra com o seu irmão, Chris Redfield (Wentworth Miller).
Larter atualmente tem contrato exclusivo com a IMG Models.
Larter interpretou o papel principal em uma série The Asset, escrita por Josh Friedman. O show, que era esperado ir ao ar na Fox, não foi pego por uma comissão da série. No entanto, Larter ganhou um papel na série Legends da TNT, na série ela ira interpretar Crystal Quest. Em 8 de maio de 2013, a série foi pega em 10 episódios, que foram ao ar em 2014.

## Filmografia
| Filmes | Filmes                           | Filmes                    |
| Ano    | Título                           | Papel                     |
| ------ | -------------------------------- | ------------------------- |
| 1999   | Varsity Blues                    | Darcy Sears               |
| 1999   | Giving It Up                     | Amber                     |
| 1999   | Drive Me Crazy                   | Dulcie                    |
| 1999   | A Casa da Colina                 | Jenifer Jensen/Sara Wolfe |
| 2000   | Final Destination                | Clear Rivers              |
| 2001   | Legalmente Loira                 | Brooke Taylor Windham     |
| 2001   | American Outlaws                 | Zerelda "Zee" Mimms       |
| 2001   | Jay and Silent Bob Strike Back   | Chrissy                   |
| 2003   | Final Destination 2              | Clear Rivers              |
| 2004   | Three Way                        | Isobel Delano             |
| 2005   | A Lot Like Love                  | Gina                      |
| 2005   | Confess                          | Olivia Averill            |
| 2007   | Marigold                         | Marigold Lexton           |
| 2007   | Resident Evil: Extinction        | Claire Redfield           |
| 2007   | Homo Erectus                     | Fardart                   |
| 2007   | Crazy                            | Evelyn Garland            |
| 2009   | Obsessed                         | Lisa Sheridan             |
| 2010   | Resident Evil: Afterlife         | Claire Redfield           |
| 2013   | You're Not You                   |                           |
| 2013   | Lovesick                         | Molly                     |
| 2013   | Beyond Apollo                    | Helen Evans               |
| 2017   | Resident Evil: The Final Chapter | Claire Redfield           |

| Televisão | Televisão             | Televisão                    | Televisão                                           |
| Ano       | Título                | Papel                        | Notas                                               |
| --------- | --------------------- | ---------------------------- | --------------------------------------------------- |
| 1997      | Suddenly Susan        | Maddie                       | Episódio: "The Ways and Means"                      |
| 1997      | Chicago Sons          | Angela                       | Episódio: "Beauty and the Butt"                     |
| 1998      | Chicago Hope          | Samantha                     | Episódio: "Memento Mori"                            |
| 1998      | Just Shoot Me!        | Karey Burke                  | Episódio: "College or Collagen"                     |
| 1998      | Dawson's Creek        | Kristy Livingstone           | Episódios: "The Kiss", "The Dance"                  |
| 2004      | Entourage             | ela mesma                    | Episódio: "Piloto"                                  |
| 2006      | Heroes                | Niki Sanders / Tracy Strauss | 75 episódios (2006-2010)                            |
| 2012      | The Asset             | Anna King                    |                                                     |
| 2013      | The League            | Georgia Thompson             | Episódio: "The Credit Card Alert"                   |
| 2016      | Pitch                 | Amelia Slater                | 10 episódios                                        |
| 2017      | Limite seu entusiasmo | Detetive de TV # 1           | Episódio: "O Shucker"                               |
| 2018-19   | Dividindo juntos      | Paige                        | Episódios: "Paige Turner", "Messy" e "Contact High" |
| 2019      | O Novato              | Dr. Grace Sawyer             |                                                     |